# Wartesaal am Dom

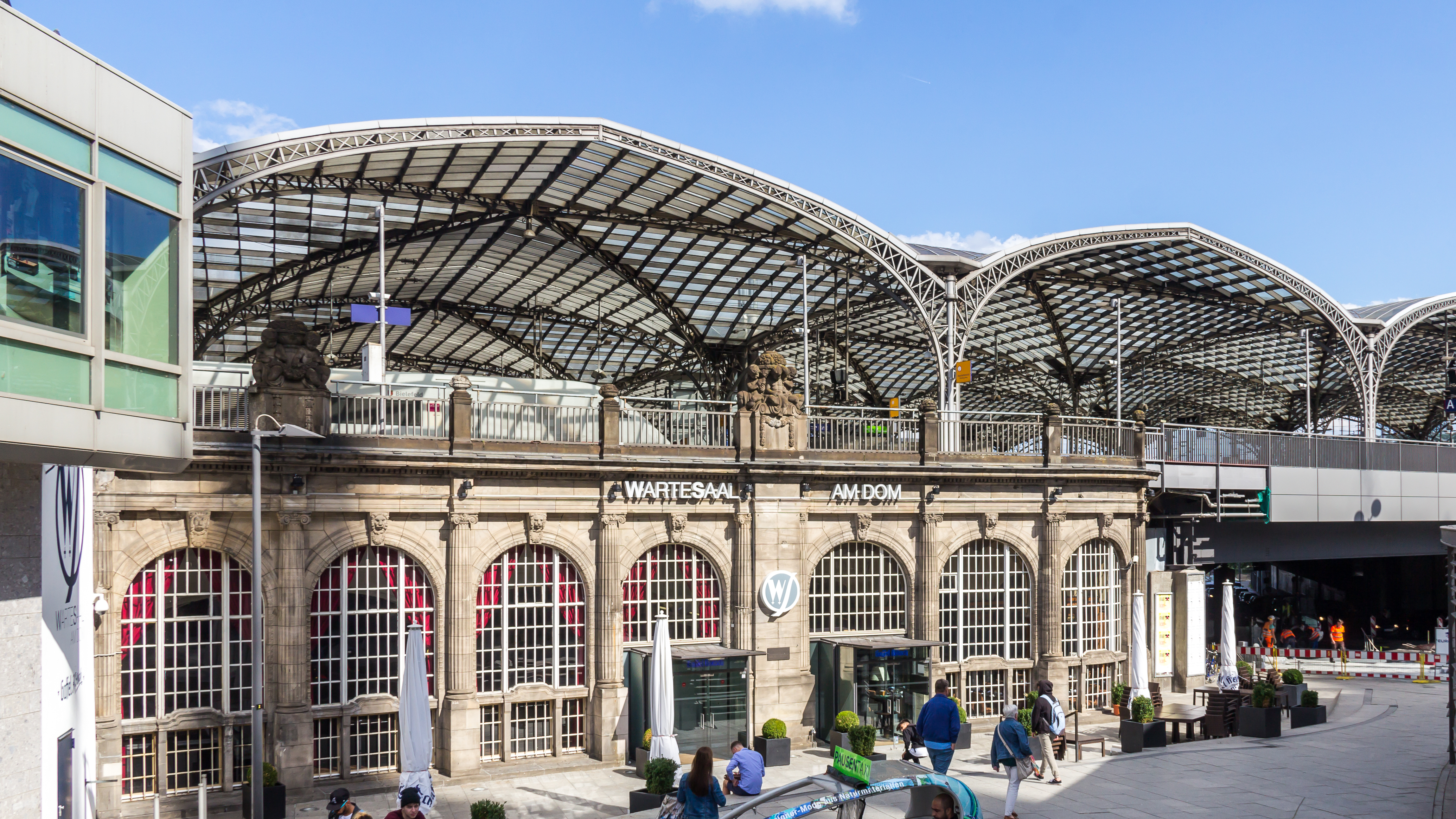
Alter Wartesaal, 2015 als „Wartesaal am Dom“

Wartesaal am Dom (bis 2014 Alter Wartesaal) ist der Name eines Veranstaltungszentrums in Köln mit einem Fassungsvermögen für 1.000 Gäste, bestehend aus Restaurant, Bar und Diskothek. Er ist baulicher Bestandteil des heutigen Kölner Hauptbahnhofs.

## Baugeschichte
Am 5. Dezember 1859 wurde der Cölner Centralbahnhof eröffnet, der Vorgänger des heutigen Kölner Hauptbahnhofs. Seine Bahnsteighalle war ebenerdig angelegt. Der Rat der Stadt Köln beschloss am 9. Januar 1883, den neuen Bahnhof nicht an anderer Stelle zu bauen, sondern die Gleisanlagen in der Stadt höher zu legen und auf Dämmen oder gemauerten Viadukten durch die Stadt zu führen. Das höhere Gleisniveau ermöglichte eine Bebauung unterhalb der Gleise zwischen der Trankgasse und der Johannisstraße für die Wartesäle erster und zweiter Klasse. Am 25. Mai 1894 wurde im Rahmen einer Erweiterung die dreigliedrige Bahnsteighalle übergeben. Sie ist 255 Meter lang, 65 Meter breit und besitzt eine Scheitelhöhe von 24 Metern. Teil dieses Baukomplexes war auch ein zweistöckiges Wartesaalgebäude, ein Pavillon mit Warteräumen für die I. bis IV. Klasse, der mitten in der Bahnsteighalle auf dem zentralen Inselbahnsteig stand. Der Umbau zum reinen Durchgangsbahnhof vollzog sich zwischen 1909 und 1915. Dieser Umwandlung des Kopfbahnhofs in einen Durchgangsbahnhof fiel jedoch der bisherige Wartesaal zum Opfer. 
Unterhalb des südlichen Sockelbereichs der Bahnhofshalle wurde schließlich 1915 der heutige Wartesaal erbaut. Das südliche Vordergebäude mit zwei großen Rundbogenportalen und verglasten Frontseiten diente als Wartesaal für Bahnhofsgäste der ersten Klasse. 
Während der Weltwirtschaftskrise ab 1929 und mit Eintritt in den Zweiten Weltkrieg 1939 konnte der Wartesaal nur noch selten öffnen. Bedingt durch die günstige Lage unter den Gleisen blieben die Räume nahezu unversehrt, obwohl die Stadt ringsum schwere Bombenschäden erlitt.

## Heutige Nutzung

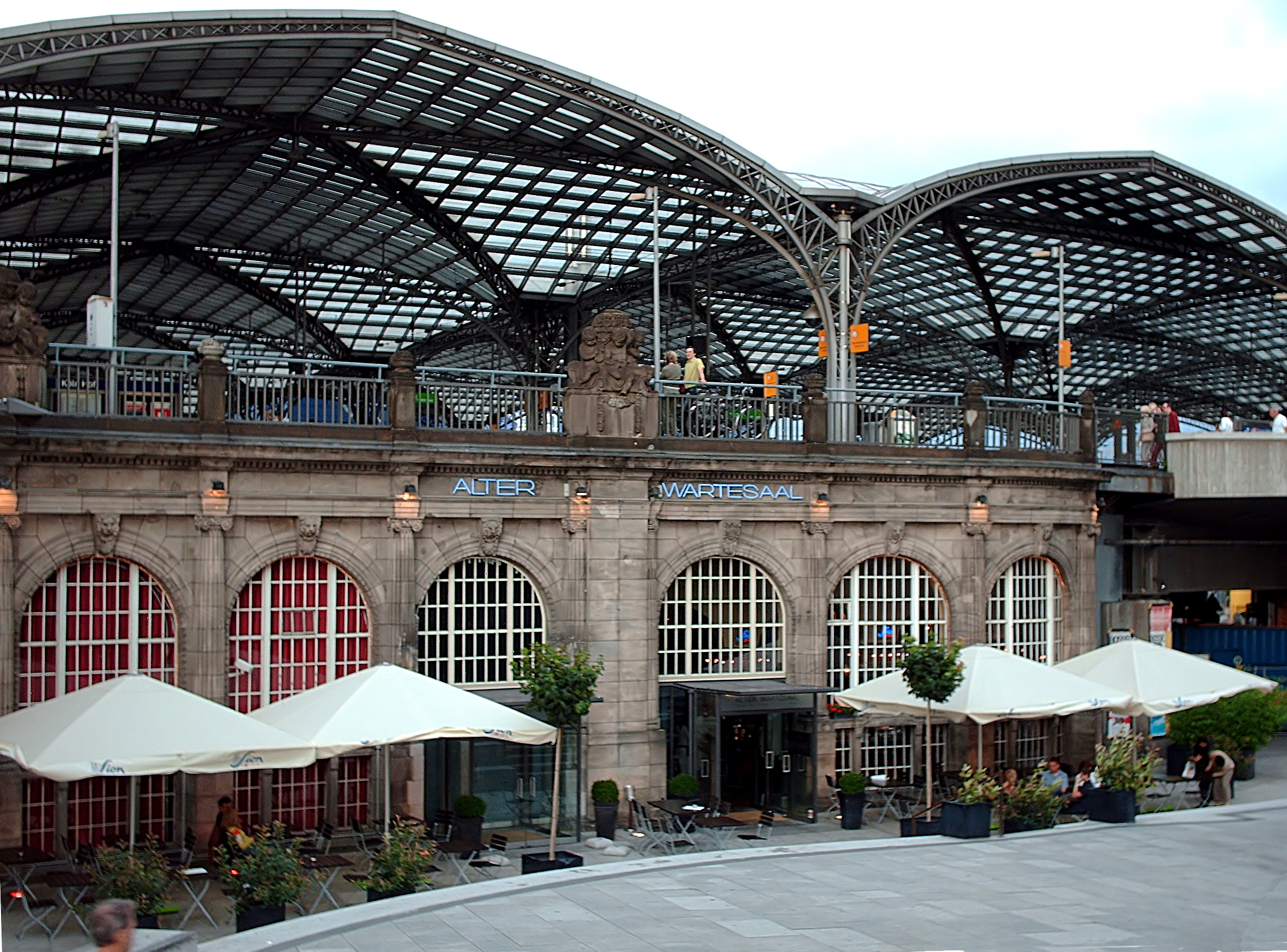
Alter Wartesaal bei Dämmerung

Seit dem 6. Dezember 1950 organisierte der Bahnhofsbuchhändler Gerhard Ludwig in seiner Bahnhofsbuchhandlung, dem so genannten Dritten Wartesaal, seine zur Instanz gewordenen politisch-kulturellen „Mittwochsgespräche“. Der Abriss und Neubau des Hauptbahnhofs tangierte den Wartesaal kaum. Am 23. September 1957 wurde der Neubau des Empfangsgebäudes eingeweiht.
Die Deutsche Bundesbahn als Eigentümerin des gesamten Bahnhofskomplexes versuchte seit 1980, sich von einzelnen Räumlichkeiten des Hauptbahnhofs zu trennen. Dazu eignete sich die Bahnhofsgastronomie, zu der der Wartesaal gehörte. Alfred Biolek entdeckte die zur Vermietung angebotenen Räume im Mai 1983, mietete sie und ließ sie renovieren. Erhalten blieben die Wandvertäfelung und der Stuck sowie Art-déco-Gestühl und -Leuchten. Er beteiligte seinen damaligen Produzenten Alfred Lichter und Gigi Campis Sohn Paolo an der Betreibergesellschaft. Im Oktober 1983 wurde der renovierte Komplex von Alfred Biolek eröffnet. Das Restaurant mit den bis zu 4,80 Meter hohen, stuckverzierten Decken und daneben der original erhalten gebliebene Jugendstilsaal aus dem Jahr 1915 blieben unverändert.
Im Frühjahr 2014 wurde der „Alte Wartesaal“ umgebaut und im August 2014 unter dem Namen „Wartesaal am Dom“ wiedereröffnet.

## Räumlichkeiten
Als einziger historisch erhaltener Komplex des Kölner Hauptbahnhofs eignen sich die Räumlichkeiten für die unterschiedlichsten Veranstaltungsanlässe. Der Wartesaal besteht aus Restaurant, Bar und Diskothek. Die zwei Säle sind 560 und 210 m² groß, insgesamt können bis zu 1.000 Gäste hierin Platz finden. Sowohl Firmen- oder Abendevents sowie Modeschauen und TV-Produktionen als auch Kabarett- und Comedyabende oder Produktpräsentationen können hier stattfinden. Der Alte Wartesaal erlangte erstmals überregionale Bekanntheit, als seit dem 17. September 1988 die Kabarett-Serie Mitternachtsspitzen vom WDR hierin aufgezeichnet wird. Seit ihrem Beginn wird die Kabarettserie von hier übertragen, zunächst ab 17. September 1988 mit Richard Rogler, danach ab 14. Mai 1992 präsentiert von Jürgen Becker, seit Januar 2021 moderiert Christoph Sieber. Seit September 2003 hat ein Ableger des KitKatClubs aus Berlin sein monatliches Domizil im Alten Wartesaal. Die Räume werden zudem von Sammlerbörsen für Schallplatten-, CD- und Comicfans, Kleinkunst- und Ballettabende, Kunstausstellungen und Vernissagen, Theaterabende, Modenschauen, Gala-Veranstaltungen und Produktpräsentationen genutzt.

## Betreiber
Paolo Campi führte die Geschäfte der Betreibergesellschaft „Alter Wartesaal GmbH“ mit Andreas Lichter weiter. Im August 2007 waren aufwändige Renovierungsarbeiten beendet und die verbesserte Technik fertiggestellt. Hierzu wurden insgesamt 28 km Schwach- und Starkstromleitungen verlegt. Im April 2010 übernahm Elias Khamassi mit seiner Frau Beata die Betreibergesellschaft. Seit August 2014 ist die Wartesaal Connection GmbH neuer Betreiber, seitdem heißt die Restauration „Wartesaal am Dom“. Der ehemalige Inhaber Elias Khamassi hatte vor, die Gastronomie mit mehr Fläche im Rheinauhafen unter dem Namen „Alter Wartesaal“ weiterzuführen, jedoch heißt dieser Veranstaltungsort nun „WARTESAAL im Zollhafen“.